# توت کاغذی
توت کاغذی (نام علمی: Broussonetia papyrifera، مترادف .Morus papyrifera L.) درختی است از تیرهٔ توتان (Moraceae) و بومی شرق آسیا.
توت کاغذی درختی است سایه‌انداز که نگهداری کمی می‌خواهد. آلودگی هوا، باد، خشکسالی، گرما و بیشتر انواع خاک‌ها را تحمل می‌کند. برگ‌های آن در بالا به رنگ سبز تیره و در پائین نقره‌ای خاکستری است. برگ‌های آن از نظر شکل متنوع می‌باشد. این درخت دو پایه است پایه ماده آن میوه شیرین مانند توت به رنگ قرمز دارد.
توت کاغذی درختی است خیلی زود رشد که چوبی نرم دارد و در صنعت کشتی‌سازی به کار می‌رود. این گیاه بیشتر مصارف طبی دارد.
توت کاغذی به خاطر مصرف زیاد آبی که دارد پس از کشت در منطقه‌ای جدید گیاهان بومی را می‌خشکاند و با رشد سریعی که دارد جایگزین آن‌ها می‌شود. این خطر به‌ویژه در اسلام‌آباد پاکستان رخ داده و در آن محل توت کاغذی به سرعت در حال جایگزین شدن به جای دیگر گیاهان بومی است. گرده‌افشانی توت کاغذی نیز در این شهر مزاحمت بزرگی برای ساکنان دارای حساسیت به گرده‌ها ایجاد کرده‌است.
توت کاغذی به سرعت در حال شیوع به شهرهای شمالی پاکستان چون پیشاور و به سمت جنوب به سوی سیالکوت و دیگر شهرها نیز هست.

## کاربرد
از این گیاه در سده‌ها برای غذا، فیبر و دارو در آسیا و برخی از جزایر اقیانوس آرام استفاده و کشت شده‌است.</ref> where its.